# Angraecopsis holochila
Angraecopsis holochila är en orkidéart som beskrevs av Victor Samuel Summerhayes. Angraecopsis holochila ingår i släktet Angraecopsis och familjen orkidéer. Inga underarter finns listade i Catalogue of Life.